# Boudewijn Jansen
Boudewijn Jansen (1964) is een Nederlands dirigent.

## Studie
Jansen studeerde piano bij Herman Uhlhorn en orkestdirectie bij David Porcelijn en Kenneth Montgomery. De belangrijkste leerschool voor hem was de samenwerking met dirigenten als Sir Simon Rattle, Pierre Boulez en Mariss Jansons. Hij breidde zijn studie uit met koordirectie, cello, orgel en zang.

## Werkzaamheden
Boudewijn Jansen werkte aanvankelijk onder meer bij de Nederlandse Reisopera en de Stichting Kameropera Nederland. Sinds 1994 is hij verbonden aan de muzikale staf van  De Nationale Opera. Hier debuteerde hij als dirigent in 2001 met Jenůfa (Janacek) met het Radio Philharmonisch Orkest en dirigeerde later ook Die Meistersinger von Nürnberg (Wagner) met het Nederlands Philharmonisch Orkest en La Cenerentola (Rossini) met het Nederlands Kamerorkest. Verder verzorgde hij verschillende malen de instudering van het Koor van De Nationale Opera. In 2013 dirigeerde hij het Nederlands Blazersensemble en het Nederlands Kamerkoor bij de inhuldiging van koning Willem-Alexander. Jansen is sinds 2003 artistiek leider van Toonkunstkoor Amsterdam, dat regelmatig optreedt met het Concertgebouw Kamerorkest, het Nederlands Philharmonisch Orkest/het Nederlands Kamerorkest en het Holland Symfonieorkest. Hij was vaste dirigent van het Nederlands Concertkoor en het VU-Kamerkoor en wordt geregeld uitgenodigd door verschillende koren zoals het Nederlands Kamerkoor. Jansen was te gast bij nagenoeg alle Nederlandse orkesten, met name voor programma’s op het gebied van opera en oratorium. Hij is als docent/coach werkzaam met zangers en dirigenten, zowel privé als bij het Utrechts Conservatorium, het Nederlands Kamerkoor en de Dirigentenwerkplaats. Sinds voorjaar 2022 is hij dirigent van het Studentenkoor Amsterdam. Als componist bedient hij zich van de componistennaam David van der Linde. 